# Adolf Pauli
Pour les articles homonymes, voir Pauli (homonymie).
Adolf Pauli (né le 9 novembre 1860 à Brême et mort en 1947) est un diplomate allemand.

## Biographie
Il est le fils d'Alfred Dominicus Pauli, maire de Brême. Il devient étudiant en droit à 20 ans à Fribourg, Strasbourg et Leipzig. De 1881 à 1882, il fait un service volontaire d'un an et est sous-lieutenant en 1888.
Il travaille comme avocat stagiaire dans l'administration de Brême et y passe son examen d'évaluateur. En 1891, Pauli choisit la carrière consulaire du Reich allemand à Berlin. Au départ, il est agent dans la division III (Droit), en 1892 à la division II (commerce) et en 1893 à la division IB (Personnel et Administration). En 1894, il devient directeur par intérim du consulat allemand au Havre. Le 7 mai 1894, il est transféré à l'ambassade à Londres et de là en 1895, avec la qualité de vice-consul, au consulat allemand à Zanzibar et en 1896 au Cap. Après ces transferts exhaustifs en quelques années, Pauli bénéficie de vacances plus longues. Il revient dans la division II à Berlin puis obtient des promotions rapides comme travailleur permanent (25 juin 1898) et l'attribution du caractère d'un conseil de légation (14 septembre 1898). Le 24 décembre 1902, il est finalement promu premier conseiller.
Le 3 novembre 1910, il est nommé ministre-résident (de) à La Havane jusqu'à l'été 1913 avec un congé de six mois en 1912. Le 18 juin 1913, Pauli est nommé ambassadeur (de) à Rio de Janeiro. Il a cette fonction jusqu'à la fin des relations diplomatiques entre l'Allemagne et le Brésil le 11 avril 1917. De retour en Allemagne, il est mis en retraite temporaire le 30 juillet 1917, mais le 31 août 1917, il est provisoirement chargé de la direction de la légation à Luxembourg. Fin 1917, il est au gouverneur général en Belgique à Bruxelles et est employé dans ce cadre jusqu'à fin 1918 (après l'armistice de Compiègne dans le règlement du gouvernement général à Berlin). Après cela, il est mis de côté.
Le 25 novembre 1919, Pauli est de nouveau employé à l'office des Affaires étrangères à la tête de l'unité (ou à partir du printemps 1920, de la division VI) pour les États-Unis. Du 3 juillet 1920 au 11 septembre 1920, il est seulement directeur intérimaire de la division VI. Avec la reprise des activités diplomatiques le 20 décembre 1920, Adolf Pauli est ambassadeur (de) à Buenos Aires jusqu'au 30 juillet 1924. Il est en retraite provisoirement le 16 décembre 1924 et définitivement le 24 novembre 1925.

## Source, notes et références
- (de) Cet article est partiellement ou en totalité issu de l’article de Wikipédia en allemand intitulé « Adolf Pauli » (voir la liste des auteurs).